# Nobuharu Matsushita

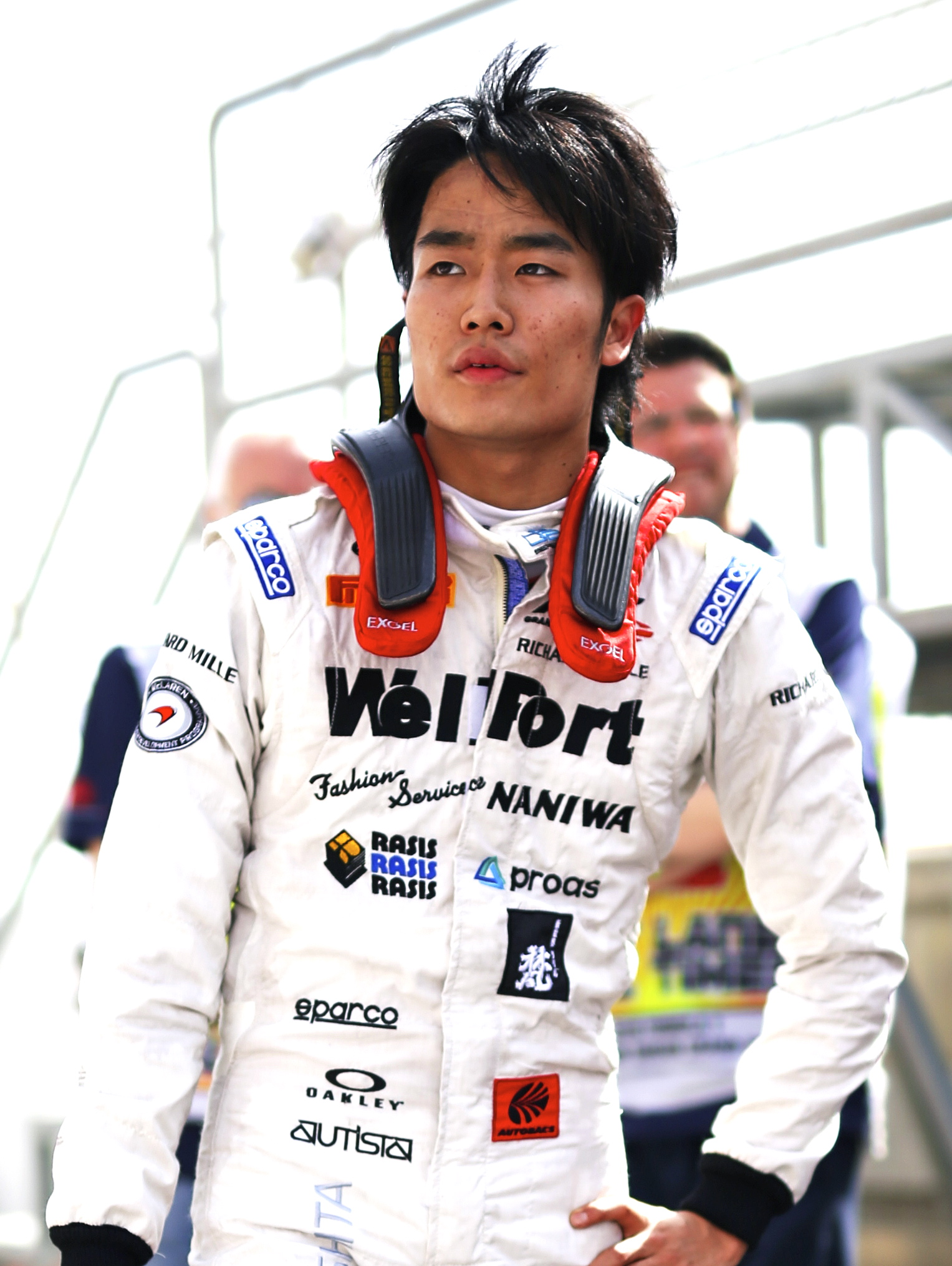
Nobuharu Matsushita in 2015

Nobuharu Matsushita (Japans: 松下信治) (Tokio, 13 oktober 1993) is een Japans autocoureur die in 2014 het Japanse Formule 3-kampioenschap won.

## Carrière
Matsushita begin zijn autosportcarrière in het karting in 2005, waarbij hij deelnam aan het All-Japan Junior Kart Championship. In 2008 werd hij kampioen in de Open Masters Kart ARTA Challenge. 2010 was het laatste jaar waarin hij uitkwam in de karts, waarbij hij als derde eindigde in de KF1-klasse van het All Japan Kart Championship.
In 2011 stapte Matsushita over naar het formuleracing, waarbij hij zijn debuut maakte in de Formula Pilota China voor het team Super License. Ondanks dat hij het raceweekend op het Ordos International Circuit miste, eindigde hij achter Mathéo Tuscher, Luís Sá Silva en Dustin Sofyan als vierde in het kampioenschap met één overwinning op het Sepang International Circuit.
In 2012 stapte Matsushita over naar de Formula Challenge Japan. Hij behaalde vijf overwinningen en vijf andere podiumplaatsen in twaalf races, waardoor hij het kampioenschap wist te winnen.
In 2013 maakte Matsushita zijn Formule 3-debuut in het Japanse Formule 3-kampioenschap voor het team HFDP Racing. Hij behaalde vijf podiumplaatsen en eindigde als vijfde in het kampioenschap als de beste Honda-coureur.
In 2014 bleef Matushita in de Japanse Formule 3 rijden voor HFDP. Met zes overwinningen op de Twin Ring Motegi, de Fuji Speedway en het Sportsland SUGO en drie andere podiumplaatsen werd hij kampioen.
In 2015 maakte Matsushita de overstap naar Europa, waarbij hij als protegé van Honda zijn debuut maakte in de GP2 Series voor het team ART Grand Prix naast Stoffel Vandoorne. Dit team heeft nauwe banden met het Formule 1-team McLaren, wat de keuze voor het team verklaart, aangezien dat team van 2015 tot en met 2017 uitkwam met Honda-motoren. Hij kende een goed debuutseizoen waarin hij op de Hungaroring zijn eerste overwinning behaalde. Met twee andere podiumplaatsen werd hij negende in de eindstand met 68,5 punten.
In 2016 bleef Matsushita in de GP2 rijden voor ART Grand Prix naast Sergej Sirotkin. Daarnaast is hij dat jaar test- en ontwikkelingscoureur bij het Formule 1-team McLaren, dat ook Stoffel Vandoorne in dienst heeft. In de GP2 behaalde hij in de sprintrace op het Circuit de Monaco zijn enige overwinning van het seizoen. Na afloop van het raceweekend op het Baku City Circuit werd hij voor het volgende evenement op de Red Bull Ring geschorst vanwege onverantwoordelijk rijden aan het eind van twee safetycarperiodes en het zo andere deelnemers in gevaar brengen. Met één andere podiumplaats op het Yas Marina Circuit eindigde hij als elfde in de eindklassering met 92 punten.
In 2017 reed Matsushita een derde seizoen bij ART Grand Prix in de GP2, dat de naam had veranderd in Formule 2. Hij won twee races op het Circuit de Barcelona-Catalunya en de Hungaroring, maar door wisselende resultaten in de rest van het seizoen werd hij slechts zesde in het kampioenschap met 131 punten.
In 2018 keerde Matsushita terug naar Japan om deel te nemen aan de Super Formula bij het team Docomo Dandelion. Hij eindigde tweemaal in de punten, met een vierde plaats op de Twin Ring Motegi als beste resultaat. Met 7 punten eindigde hij op de elfde plaats in het klassement.
In 2019 keert Matsushita terug naar de Formule 2, maar ditmaal als coureur bij het team van Carlin.